# Sèrie 1000 de FGV

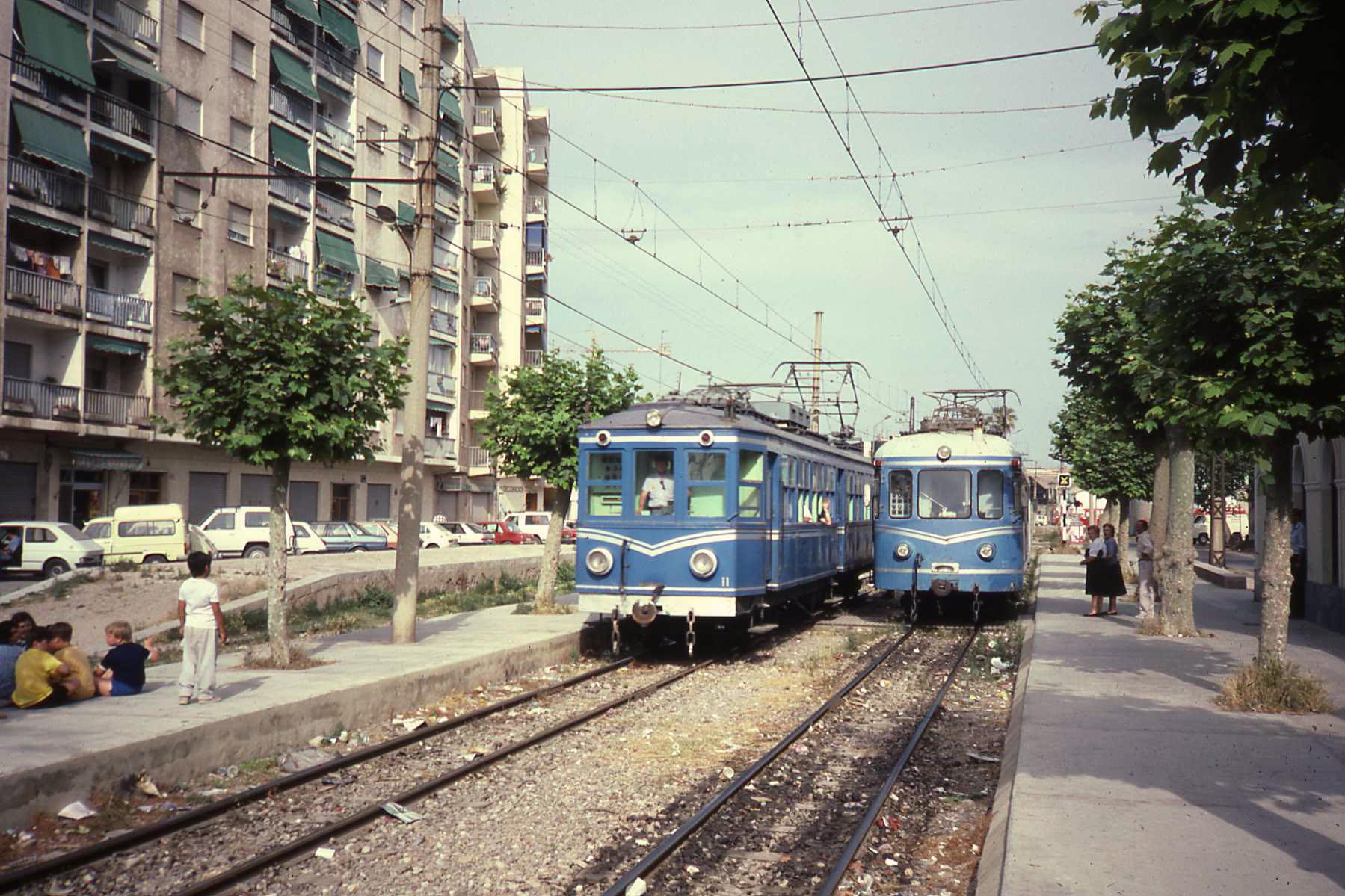
Sèrie 1000 al costat d'un Sèrie 1-15 a l'estació de Benimaclet (1987)

La sèrie 1000 de FGV fou una sèrie d'automotors elèctrics construïts entre els anys 1954 i 1955 per la companyia catalana MACOSA. La sèrie 1000 va ser operada per la Companyia de Tramvies i Ferrocarrils de València (CTFV), pels Ferrocarrils Espanyols de Via Estreta (FEVE) i finalment per Ferrocarrils de la Generalitat Valenciana (FGV), qui els retiraria del servei l'any 1989. A partir de la sèrie 1000 es desenvoluparia més endavant la sèrie 3500, activa des de 1988 fins 1995.

## Història
La Companyia de Tramvies i Ferrocarrils de València (CTFV), conscient de l'antiguitat del seu material rodant (la majoria d'abans de la guerra civil espanyola) i de la creixent necessitat de transport en una població cada vegada més gran, va encarregar l'any 1953 a l'empresa catalana MACOSA huit unitats de tren, formades per huit cotxes motors (unitats 1001 a 1008) i huit remolcs (unitats 1051 a 1058). Les unitats de la sèrie 1001 a 1008 eren de construcció metàl·lica, l'accés al vehicle es realitzava a través de dues portes dobles combinades amb uns estreps escamotejables d'accionament pneumàtic. Disposaven de dues cabines de conducció per possibilitar la circulació aïllada. L'interior era molt auster, amb seients i portaequipatges de fusta i amb una capacitat de 64 places assegudes. La il·luminació de la cabina era per bombetes incandescents. El color exterior va anar variant al llarg dels anys. Inicialment van dur el color argentat del metall nu, sense pintar i amb una franja verda per sota de les finestres. L'any 1963 es va procedir a variar el color d'aquests cotxes amb l'unificat verd i franja blanca del parc de la CTFV, que es mantingué fins a l'any 1979, en temps dels Ferrocarrils Espanyols de Via Estreta (FEVE), van tornar a canviar de colors per l'unificat d'aquesta companyia per la zona mediterrània, blau i franges platejades, més tard van passar a ostentar els colors unificats de FEVE i en incorporar-se l'any 1997 a Ferrocarrils de la Generalitat Valenciana (FGV), només va variar el logotip.
L'any 1989, FGV decideix allargar un poc més la vida útil de la sèrie 1000 i envia als tallers Miró-Reig d'Alcoi els conjunts 1003-1053, 1006-1056 i 1007-1957 per tal de reconvertir-los en la nova sèrie 3500. Aquesta sèrie 3500 prestaria servei fins a l'any 1995, quan es retiraria completament.

### Unitats
Heus ací una relació completa de les unitats de la sèrie:
| Vehicle   | Any construcció | Fabricant | Any inici | Any baixa | Destí final                   |
| --------- | --------------- | --------- | --------- | --------- | ----------------------------- |
| 1001+1051 | 1954-1955       | MACOSA    | 1955      | 1989      | Conservat per FGV a Torrent.  |
| 1002+1052 | 1954-1955       | MACOSA    | 1955      | 1989      | Desballestat.                 |
| 1003+1053 | 1954-1959       | MACOSA    | 1955      | 1989      | Reconvertit en sèrie 3500.    |
| 1004+1054 | 1954-1955       | MACOSA    | 1955      | 1989      | Desballestat.                 |
| 1005+1055 | 1954-1955       | MACOSA    | 1955      | 1989      | Monumentalització a l'Eliana. |
| 1006+1056 | 1954-1955       | MACOSA    | 1955      | 1989      | Reconvertit en sèrie 3500.    |
| 1007+1057 | 1954-1955       | MACOSA    | 1955      | 1989      | Reconvertit en sèrie 3500.    |
| 1008+1058 | 1954-1955       | MACOSA    | 1955      | 1989      | Desballestat.                 |

## Característiques tècniques
La sèrie estava formada per huit cotxes motor amb els seus corresponents remolcs.
| Característica           | unitat | Cotxe M | Cotxe R |
| ------------------------ | ------ | ------- | ------- |
| Rodatge                  |        | BoBo    | 2'2'    |
| Potència                 | kW     | 236     | 236     |
| Velocitat màxima         | km/h   | 80      | 80      |
| Sistemes de seguretat    |        | n/a     | n/a     |
| Comandament múltiple     |        | n/a     | n/a     |
| Longitud unitat de tren  | mm     | 18.640  | 18.640  |
| Longitud de les caixes   | mm     | 18.325  | 18.325  |
| Amplada màxima           | mm     | 2.490   | 2.490   |
| Alçada màxima            | mm     | 3.550   | 3.550   |
| Tara unitat de tren      | tm     | 29      | 29      |
| Pes màxim unitat de tren | kg     | n/a     | n/a     |
| Tara de cada cotxe       | tm     | n/a     | 21,5    |
| Pes màxim de cada cotxe  | kg     | n/a     | n/a     |
| Pes màxim per eix        | T      | n/a     | n/a     |
| Places assegudes         |        | n/a     | n/a     |
| FONT:                    |        |         |         |